# Sheldon (Derbyshire)
Pour les articles homonymes, voir Sheldon.
Sheldon est une paroisse civile et un village du Derbyshire, en Angleterre.